# Flugvikt i fristil i brottning vid olympiska sommarspelen 1972
Herrarnas brottningsturnering i fristil i viktklassen flugvikt vid olympiska sommarspelen 1972 avgjordes i Fairgrounds, Judo and Wrestling Hall i München. 

## Medaljörer
| Klass    | Guld                    | Silver                              | Brons                       |
| Flugvikt | Petar Kirov · Bulgarien | Arsen Alachverdijev · Sovjetunionen | Kim Gwong-Hyong · Nordkorea |

## Resultat
Legend
- TF — Vinst genom fall
- IN — Vinst genom att motståndaren skadas
- DQ — Vinst genom passivitet
- D1 — Vinst genom passivitet, vinnaren är också passiv
- D2 — Båda brottarna förlorade på grund av passivitet
- FF — Vinst genom förverkande
- DNA — Anlände inte
- TPP — Totala straffpoäng
- MPP — Matchstraffpoäng

Straff
- 0 — Vinst genom fall, teknisk överlägsenhet, passivitet, skada och förverkande
- 0.5 — Vinst på poäng, 8-11 poängs skillnad
- 1 — Vinst på poäng, 1-7 poängs skillnad
- 2 — Vinst på passivitet,  vinnaren är också passiv
- 3 — Förlust på poäng, 1-7 poängs skillnad
- 3.5 — Förlust på poäng, 8-11 poängs skillnad
- 4 — Förlust genom fall, teknisk överlägsenhet, passivitet, skada och förverkande

### Elimineringsrunda

#### Omgång 1
| TPP | MPP |                         | Poäng |                           | MPP | TPP |
| --- | --- | ----------------------- | ----- | ------------------------- | --- | --- |
| 2   | 2   | Baju Baev (BUL)         |       | Vincenzo Grassi (ITA)     | 2   | 2   |
| 0.5 | 0.5 | Dorjzovdyn Ganbat (MGL) |       | Miguel Alonso (CUB)       | 3.5 | 3.5 |
| 3   | 3   | Mohammad Arref (AFG)    |       | Arsen Alachverdijev (URS) | 1   | 1   |
| 0   | 0   | Kiyomi Kato (JPN)       | 5:57  | Mohammad Ghorbani (IRI)   | 4   | 4   |
| 4   | 4   | Wanelge Castillo (PAN)  | 8:57  | Andrzej Kudelski (POL)    | 0   | 0   |
| 0   | 0   | Gordon Bertie (CAN)     | 2:14  | Javier León (PER)         | 4   | 4   |
| 4   | 4   | James Carr (USA)        | 4:57  | Kim Young-Jun (KOR)       | 0   | 0   |
| 1   | 1   | Sudesh Kumar (IND)      |       | Ali Rıza Alan (TUR)       | 3   | 3   |
| 4   | 4   | Willi Bock (GDR)        | 1:56  | Henrik Gál (HUN)          | 0   | 0   |
| 3   | 3   | Mario Sabatini (FRG)    |       | Florentino Martínez (MEX) | 1   | 1   |
| 3   | 3   | Kim Gwong-Hyong (PRK)   |       | Petru Ciarnău (ROU)       | 1   | 1   |
| 3.5 | 3.5 | Pedro Piñeda (GUA)      |       | John Kinsella (AUS)       | 0.5 | 0.5 |

#### Omgång 2
| TPP | MPP |                           | Poäng |                         | MPP | TPP |
| --- | --- | ------------------------- | ----- | ----------------------- | --- | --- |
| 6   | 4   | Baju Baev (BUL)           | 8:35  | Dorjzovdyn Ganbat (MGL) | 4   | 4.5 |
| 3   | 1   | Vincenzo Grassi (ITA)     |       | Miguel Alonso (CUB)     | 3   | 6.5 |
| 7   | 4   | Mohammad Arref (AFG)      | 2:01  | Kiyomi Kato (JPN)       | 0   | 0   |
| 1.5 | 0.5 | Arsen Alachverdijev (URS) |       | Wanelge Castillo (PAN)  | 3.5 | 7.5 |
| 3   | 3   | Andrzej Kudelski (POL)    |       | Gordon Bertie (CAN)     | 1   | 1   |
| 8   | 4   | Javier León (PER)         | 5:56  | James Carr (USA)        | 0   | 4   |
| 4   | 4   | Kim Young-Jun (KOR)       | 4:01  | Sudesh Kumar (IND)      | 0   | 1   |
| 3   | 0   | Ali Rıza Alan (TUR)       | 1:54  | Willi Bock (GDR)        | 4   | 8   |
| 0   | 0   | Henrik Gál (HUN)          | 7:41  | Mario Sabatini (FRG)    | 4   | 7   |
| 5   | 4   | Florentino Martínez (MEX) | 7:47  | Kim Gwong-Hyong (PRK)   | 0   | 3   |
| 1   | 0   | Petru Ciarnău (ROU)       | 4:16  | Pedro Piñeda (GUA)      | 4   | 7.5 |
| 0.5 |     | John Kinsella (AUS)       |       | Bye                     |     |     |
| 4   |     | Mohammad Ghorbani (IRI)   |       | DNA                     |     |     |

#### Omgång 3
| TPP | MPP |                         | Poäng |                           | MPP | TPP |
| --- | --- | ----------------------- | ----- | ------------------------- | --- | --- |
| 3.5 | 3   | John Kinsella (AUS)     |       | Vincenzo Grassi (ITA)     | 1   | 4   |
| 7.5 | 3   | Dorjzovdyn Ganbat (MGL) |       | Arsen Alachverdijev (URS) | 1   | 2.5 |
| 0   | 0   | Kiyomi Kato (JPN)       | 2:55  | Andrzej Kudelski (POL)    | 4   | 7   |
| 1   | 0   | Gordon Bertie (CAN)     | 3:35  | James Carr (USA)          | 4   | 8   |
| 7   | 3   | Kim Young-Jun (KOR)     |       | Ali Rıza Alan (TUR)       | 1   | 4   |
| 1   | 0   | Sudesh Kumar (IND)      | 7:07  | Florentino Martínez (MEX) | 4   | 9   |
| 3   | 3   | Henrik Gál (HUN)        |       | Kim Gwong-Hyong (PRK)     | 1   | 4   |
| 1   |     | Petru Ciarnău (ROU)     |       | Bye                       |     |     |

#### Omgång 4
| TPP | MPP |                       | Poäng |                           | MPP | TPP |
| --- | --- | --------------------- | ----- | ------------------------- | --- | --- |
| 1.5 | 0.5 | Petru Ciarnău (ROU)   |       | John Kinsella (AUS)       | 3.5 | 7   |
| 8   | 4   | Vincenzo Grassi (ITA) | 7:43  | Arsen Alachverdijev (URS) | 0   | 2.5 |
| 0.5 | 0.5 | Kiyomi Kato (JPN)     |       | Gordon Bertie (CAN)       | 3.5 | 4.5 |
| 1   | 0   | Sudesh Kumar (IND)    | 3:17  | Henrik Gál (HUN)          | 4   | 7   |
| 7.5 | 3.5 | Ali Rıza Alan (TUR)   |       | Kim Gwong-Hyong (PRK)     | 0.5 | 4.5 |

#### Omgång 5
| TPP | MPP |                     | Poäng |                           | MPP | TPP |
| --- | --- | ------------------- | ----- | ------------------------- | --- | --- |
| 3.5 | 2   | Petru Ciarnău (ROU) |       | Arsen Alachverdijev (URS) | 2   | 4.5 |
| 1.5 | 1   | Kiyomi Kato (JPN)   |       | Sudesh Kumar (IND)        | 3   | 4   |
| 7.5 | 3   | Gordon Bertie (CAN) |       | Kim Gwong-Hyong (PRK)     | 1   | 5.5 |

#### Omgång 6
| TPP | MPP |                           | Poäng |                    | MPP | TPP |
| --- | --- | ------------------------- | ----- | ------------------ | --- | --- |
| 7.5 | 4   | Petru Ciarnău (ROU)       | 1:35  | Kiyomi Kato (JPN)  | 0   | 1.5 |
| 5.5 | 1   | Arsen Alachverdijev (URS) |       | Sudesh Kumar (IND) | 3   | 7   |
| 5.5 |     | Kim Gwong-Hyong (PRK)     |       | Bye                |     |     |

#### Sista omgångarna
| TPP | MPP |                           | Poäng |                           | MPP | TPP |
| --- | --- | ------------------------- | ----- | ------------------------- | --- | --- |
|     | 2   | Kim Gwong-Hyong (PRK)     |       | Arsen Alachverdijev (URS) | 2   |     |
|     | 1   | Kiyomi Kato (JPN)         |       | Kim Gwong-Hyong (PRK)     | 3   | 5   |
| 5   | 3   | Arsen Alachverdijev (URS) |       | Kiyomi Kato (JPN)         | 1   | 2   |